# CIE-10

Logo de la OMS.

La CIE-10 es el acrónimo de la Clasificación internacional de enfermedades, 10.ª edición correspondiente a la versión en español de la versión en inglés ICD, siglas de International Statistical Classification of Diseases and Related Health Problems y determina la clasificación y codificación de las enfermedades y una amplia variedad de signos, síntomas, hallazgos anormales, denuncias, circunstancias sociales y causas externas de daños y/o enfermedad.
El 18 de junio de 2018, la Organización Mundial de la Salud publicó la nueva edición de su manual de enfermedades. Esta edición (CIE-11) entró en vigor en 2022 para sustituir a la vigente desde 1990.

## Historia
La CIE es publicada por la Organización Mundial de la Salud (OMS). Se ocupa a nivel internacional para fines estadísticos relacionados con morbilidad y mortalidad, los sistemas de reintegro y soportes de decisión automática en medicina. Este sistema está diseñado para promover la comparación internacional de la recolección, procesamiento, clasificación y presentación de estas estadísticas. La CIE es la clasificación central de la WHO Family of International Classifications (WHO-FIC) (en español la Familia de Clasificaciones Internacionales de la OMS).
La lista CIE-10 tiene su origen en la «Lista de causas de muerte», cuya primera edición la realizó el Instituto Internacional de Estadística en 1893. La OMS se hizo cargo de la misma en 1948, en la sexta edición, la primera en incluir también causas de morbilidad. A la fecha, la lista en vigor es la décima, y la OMS sigue trabajando en ella.
La CIE-10 se desarrolló en 1992 y su propósito fue rastrear estadísticas de mortalidad. La OMS publica actualizaciones menores anuales y actualizaciones mayores cada tres años. El 18 de junio de 2018, la Organización Mundial de la Salud publicó la nueva edición de su manual de enfermedades. Esta edición (CIE-11) entró en vigor en 2022 para sustituir a la vigente desde 1990.
Posteriormente, algunos países han creado sus propias extensiones del código CIE-10. Por ejemplo, Australia presentó su primera edición, la «CIE-10-AM» en 1998; Canadá publicó su versión en el 2000, la «CIE-10-CA». Alemania también tiene su propia extensión, la «CIE-10-GM».
En EE. UU se añadió el anexo con el sistema de clasificación de procedimientos o ICD-10-PCS.A pesar de que ya utilizan el manual de procedimientos, Estados Unidos y Puerto Rico se están preparando para la implementación del Sistema de Clasificación de Enfermedades para comenzar en octubre de 2015.

## Codificación
Cada afección puede ser asignada a una categoría y recibir un código de hasta seis caracteres de longitud (en formato de X00.00). Cada una de tales categorías puede incluir un grupo de enfermedades similares. Los siguientes códigos se utilizan por la Clasificación Estadística Internacional de Enfermedades y Problemas relacionados con la Salud:
| Capítulo | Códigos   | Título |
| -------- | --------- | --- |
| I        | A00 - B99 | Ciertas enfermedades infecciosas y parasitarias                                                                        |
| II       | C00 - D48 | Neoplasias |
| III      | D50 - D89 | Enfermedades de la sangre y de los órganos hematopoyéticos y otros trastornos que afectan el mecanismo de la inmunidad |
| IV       | E00 - E90 | Enfermedades endocrinas, nutricionales y metabólicas                                                                   |
| V        | F00 - F99 | Trastornos mentales y del comportamiento                                                                               |
| VI       | G00 - G99 | Enfermedades del sistema nervioso                                                                                      |
| VII      | H00 - H59 | Enfermedades del ojo y sus anexos                                                                                      |
| VIII     | H60 - H95 | Enfermedades del oído y de la apófisis mastoides                                                                       |
| IX       | I00 - I99 | Enfermedades del aparato circulatorio                                                                                  |
| X        | J00 - J99 | Enfermedades del aparato respiratorio                                                                                  |
| XI       | K00 - K93 | Enfermedades del aparato digestivo                                                                                     |
| XII      | L00 - L99 | Enfermedades de la piel y el tejido subcutáneo                                                                         |
| XIII     | M00 - M99 | Enfermedades del sistema osteomuscular y del tejido conectivo                                                          |
| XIV      | N00 - N99 | Enfermedades del aparato genitourinario                                                                                |
| XV       | O00 - O99 | Embarazo, parto y puerperio                                                                                            |
| XVI      | P00 - P96 | Ciertas afecciones originadas en el periodo perinatal                                                                  |
| XVII     | Q00 - Q99 | Malformaciones congénitas, deformidades y anomalías cromosómicas                                                       |
| XVIII    | R00 - R99 | Síntomas, signos y hallazgos anormales clínicos y de laboratorio, no clasificados en otra parte                        |
| XIX      | S00 - T98 | Traumatismos, envenenamientos y algunas otras consecuencias de causa externa                                           |
| XX       | V01 - Y98 | Causas externas de morbilidad y de mortalidad                                                                          |
| XXI      | Z00 - Z99 | Factores que influyen en el estado de salud y contacto con los servicios de salud                                      |
| XXII     | U00 - U99 | Códigos para situaciones especiales                                                                                    |

## Mapeos y referencias cruzadas con CIE-9
La aplicación eCIEmaps en el Ministerio de Sanidad, Política Social e Igualdad de España combina los recursos de terminología y clasificación de CIE-9-MC y CIE-10. Da acceso a los índices alfabéticos, listas tabulares, clasificaciones suplementarias, apéndices y manuales de normativa. Cuenta con una modalidad de búsqueda avanzada que permite localizar las entradas alfabéticas que apuntan a cualquier código.
Desde 2014 eCIEmaps incorpora el borrador de la primera edición de la CIE10ES, que corresponde a la traducción al español de las clasificaciones ICD10CM e ICD10PCS, publicadas por el National Center for Health Statistics y Centers for Medicare and Medicaid Service, para diagnósticos y procedimientos, respectivamente. La traducción ha sido realizada por el Ministerio de Sanidad, Servicios Sociales e Igualddad y validada en colaboración de las comunidades autónomas a través de la Unidad Técnica de la CIE-10-ES y con la participación de clínicos y expertos de 17 Sociedades Científicas. La CIE-10-ES sustituirá a la CIE-9- MC como clasificación de referencia para la codificación clínica en España a partir de enero de 2016 por acuerdo del Consejo Interterritorial del 21 de marzo de 2013. La plataforma eCIEmaps cuenta ya con un navegador de mapeo móvil (correspondencias o equivalencias entre códigos) para comparar código a código las equivalencias GEM (General Equivalence Mappings) entre CIE9MC y CIE10ES de diagnósticos y procedimientos.

## Apéndices
- A. Morfología de las neoplasias
- B. Clasificación de fármacos por su Número de Lista del Servicio de Formularios de Hospitales Norteamericanos y su equivalente CIE-9-CM.
- C. Clasificación de Accidentes Industriales
- D. Lista de categorías de tres dígitos.000

### Búsqueda de códigos
- CIE-10 en español, Ministerio de Sanidad de España
- Convertidor de CIE-9 a CIE-10 en español, Ministerio de Sanidad de España
- Conversor de códigos CIE-9 a CIE-10 y búsqueda de códigos CIE-10 en español
- Descargar o consultar en Línea
- Página web de la OMS en español
- Buscador CIE 10 en español, HMD Archivado el 5 de mayo de 2015 en Wayback Machine.
- Lista simplificada de códigos
- ICD-10-CM: versión CIE-10 para uso del gobierno de los Estados Unidos.
- Lista ordenada por enfermedades que también presenta los códigos
- Lista de los Grupos Relacionados de Diagnóstico GRDs en español
- Motor del Centro Estatal de Carolina del Norte para Estadísticas de la Salud
- Motor de la NHS
- Otro motor de búsqueda de códigos ICD-9-CM
- Convertidor avanzado de CIE-9 a CIE-10
- Convertidor de CIE-9 a CIE-10
- CIE10ES Buscador de Diagnósticos, Procedimientos y Morfología de Neoplasias para CMBD (tablas actualizadas 2020)

### Páginas web oficiales de la OMS de la CIE
- Página principal de la ICD (OMS) (en español)
- Base de datos para aplicación de la CIE (OMS) (en español)
- Actualizaciones CIE-10 (OMS) (en español)
- Versión oficial de la Lista de Códigos CIE-10 en la página web de la OMS (en español)
- Manual de instrucciones para la CIE-10 volumen 2 en línea (OMS) (en español)
- Revisión de información para la CIE-11 (OMS) (en español)
- Plataforma interactiva de revisión para la CIE-11 (OMS) (en español)

### Otros
- CIE-10 en español en Psygnos
- Capítulo V (Trastornos mentales y del comportamiento) en español
- Correlaciones de códigos entre el Capítulo V y el DSM-IV

- Datos: Q45127
- Multimedia: ICD-10 / Q45127